# Buprestídeos
Buprestídeos (cientificamente denominados Buprestidae; popularmente denominados, em inglêsː splendour beetles, shinning woodborers, jewel beetles, metallic wood-boring beetles ou flat-head borers -pl.; em portuguêsː bupreste, besouro-cai-cai ou besouro-manhoso -sing.; estas últimas denominações pelo fato de se jogarem ao solo e fingirem-se de mortos quando ameaçados, em um procedimento conhecido como tanatose) são uma família de insetos da ordem Coleoptera e superfamília Buprestoidea, proposta por William Elford Leach no ano de 1815 e apresentando mais de 15.000 espécies de distribuição cosmopolita, sendo considerada pelos estudiosos um grupo homogêneo de insetos cujo corpo alongado, estreito e mais ou menos plano, forma um só bloco, perfeitamente rígido devido à forte junção do protórax com os élitros e o abdômen, afunilados em sua porção final, de maneira abrupta ou suavemente; apenas variando um pouco de formatos mais estreitos para mais arredondados. Suas dimensões podem variar de 1 milímetro até 9.5 centímetros de comprimento.

## Etimologia e significado
Segundo o Dicionário Houaiss da Língua Portuguesa, o termo buprest, provindo do grego, significa boûs = boi + préthô = queimar, inflamar ou inchar; definindo literalmente como "aquilo que queima os bois; inseto que os bois encontram nas forragens e que os faz inchar ou morrer". Godinho Jr. (2011) cita o termo bous = boi + prestes = incendiando.

## Coloração e tegumento
Além das características descritas, os Buprestidae são besouros de coloração variada, em tons de verde, violeta, azul e castanho metálicos, mas também em cores não-metálicas de tonalidade vermelha, amarela, laranja ou apenas em negro homogêneo, tanto em sua face ventral quanto dorsal; podendo apresentar diversos desenhos sobre seus élitros, geralmente dotados de estrias longitudinais ou pequenas escavações, mesclando tais tonalidades. Sua função é apossemática, graças à substâncias denominadas buprestins, que apresentam sabor desagradável (impalatabilidade) para os seus predadores. Dentre tais substâncias, citam-se buprestin A e buprestin B, presentes na espécie australiana Stigmodera maculata. O tegumento de algumas espécies, de gêneros como Julodis ou Acmaeoderella, apresenta cerdas sobre sua superfície; enquanto outras possuem uma pulverulência (uma poeira fina) parda ou amarelada, denominada induto céreo, a lhes recobrir o corpo.

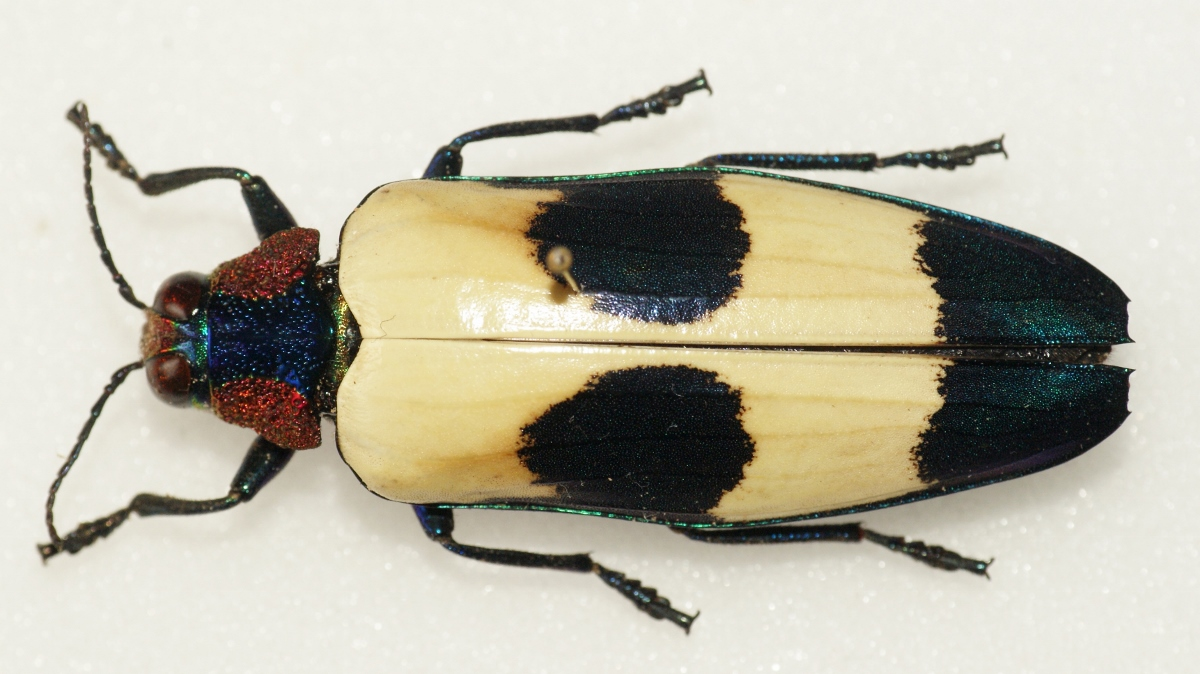
Chrysochroa buqueti, um Buprestidae encontrado na Malásia Peninsular.
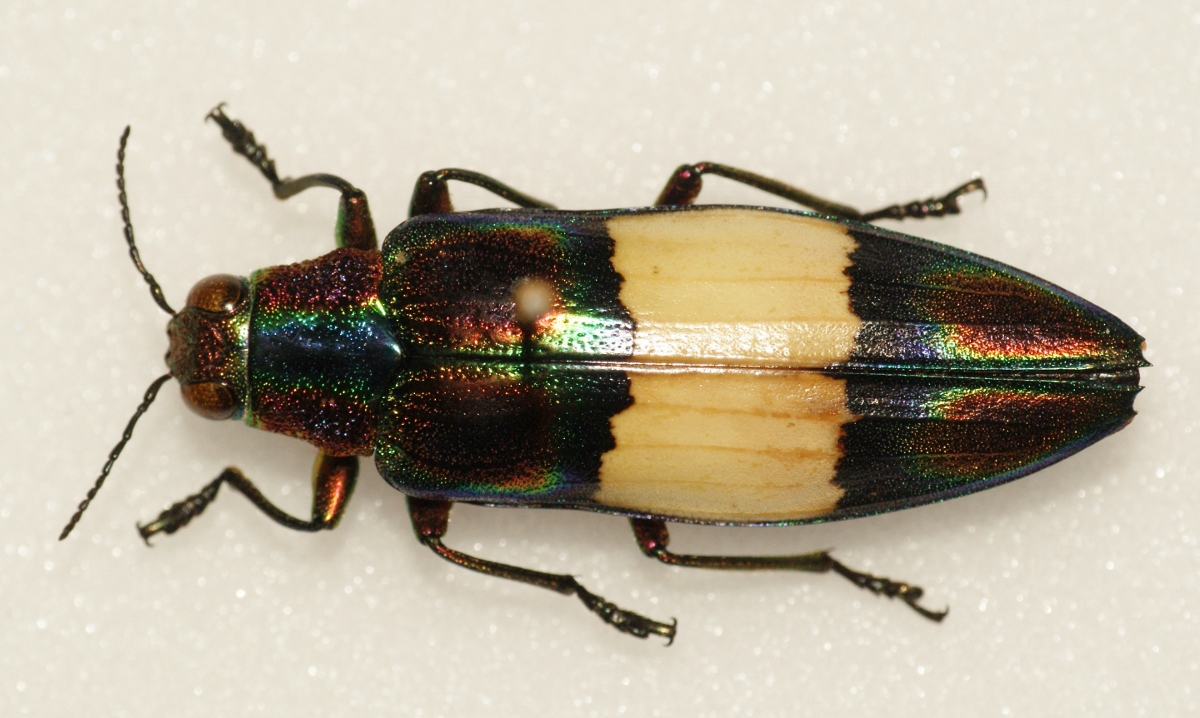
Chrysochroa ocellata, um Buprestidae encontrado na Tailândia, Laos e Sri Lanka.
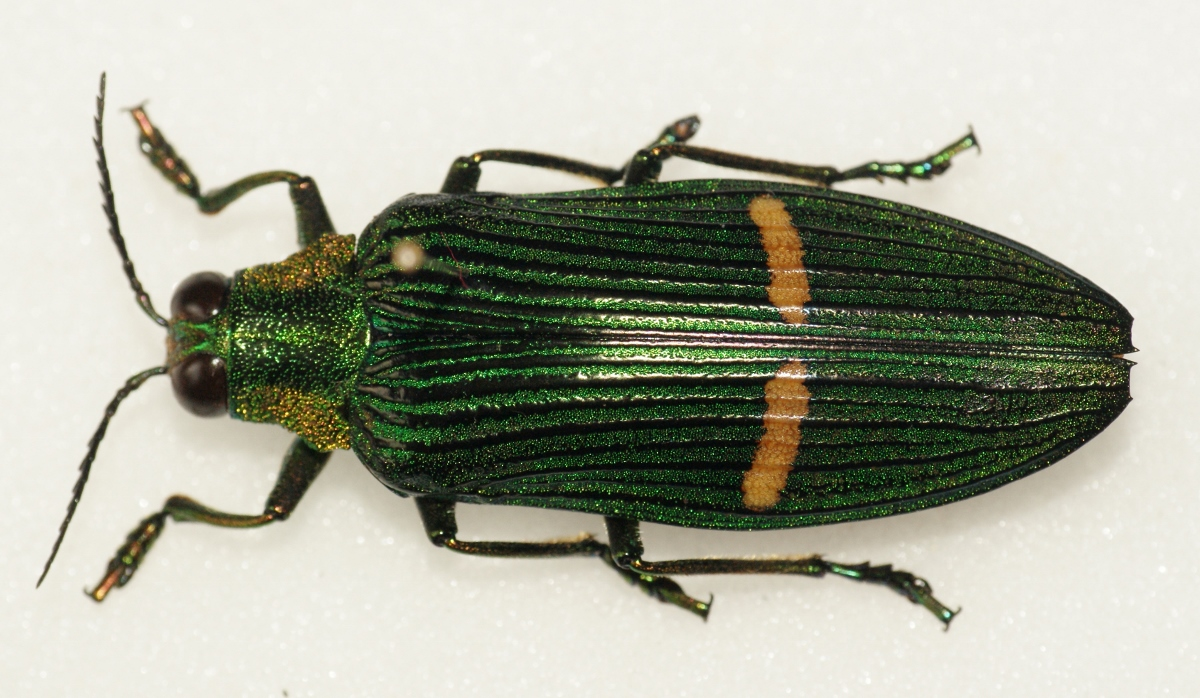
Catoxantha opulenta, um Buprestidae encontrado em Amboíno, nas ilhas Molucas, Indonésia.
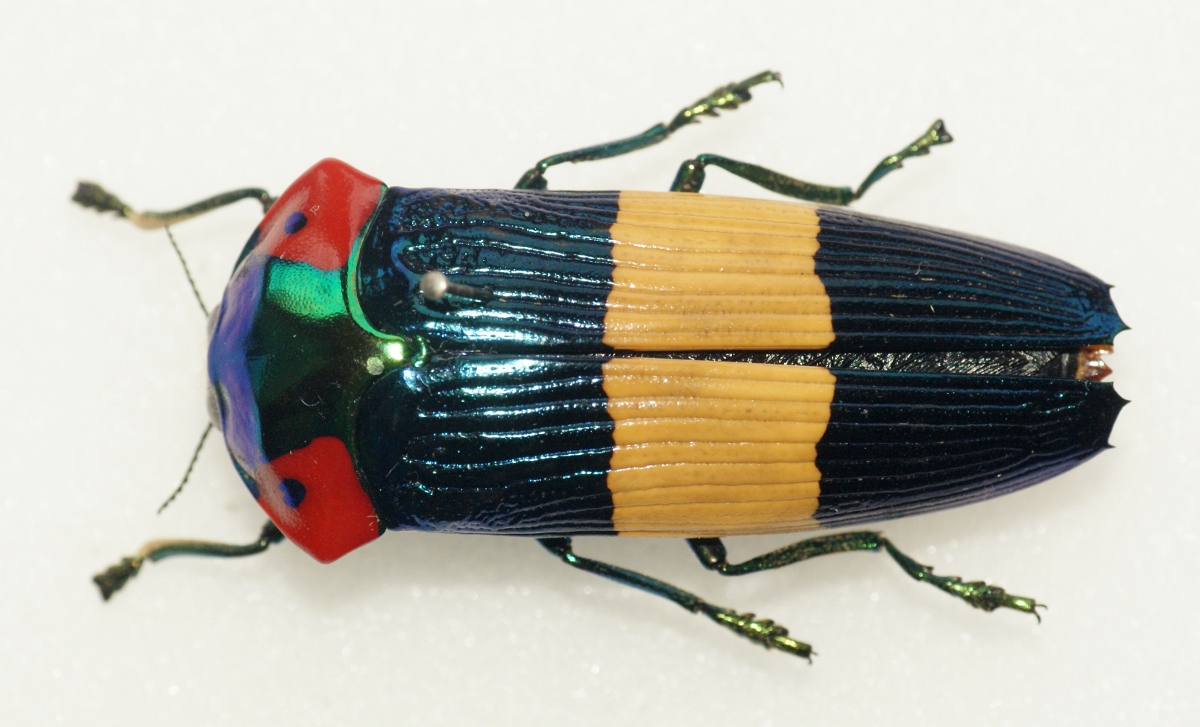
Calodema ribbei, um vistoso Buprestidae encontrado na Papua-Nova Guiné.
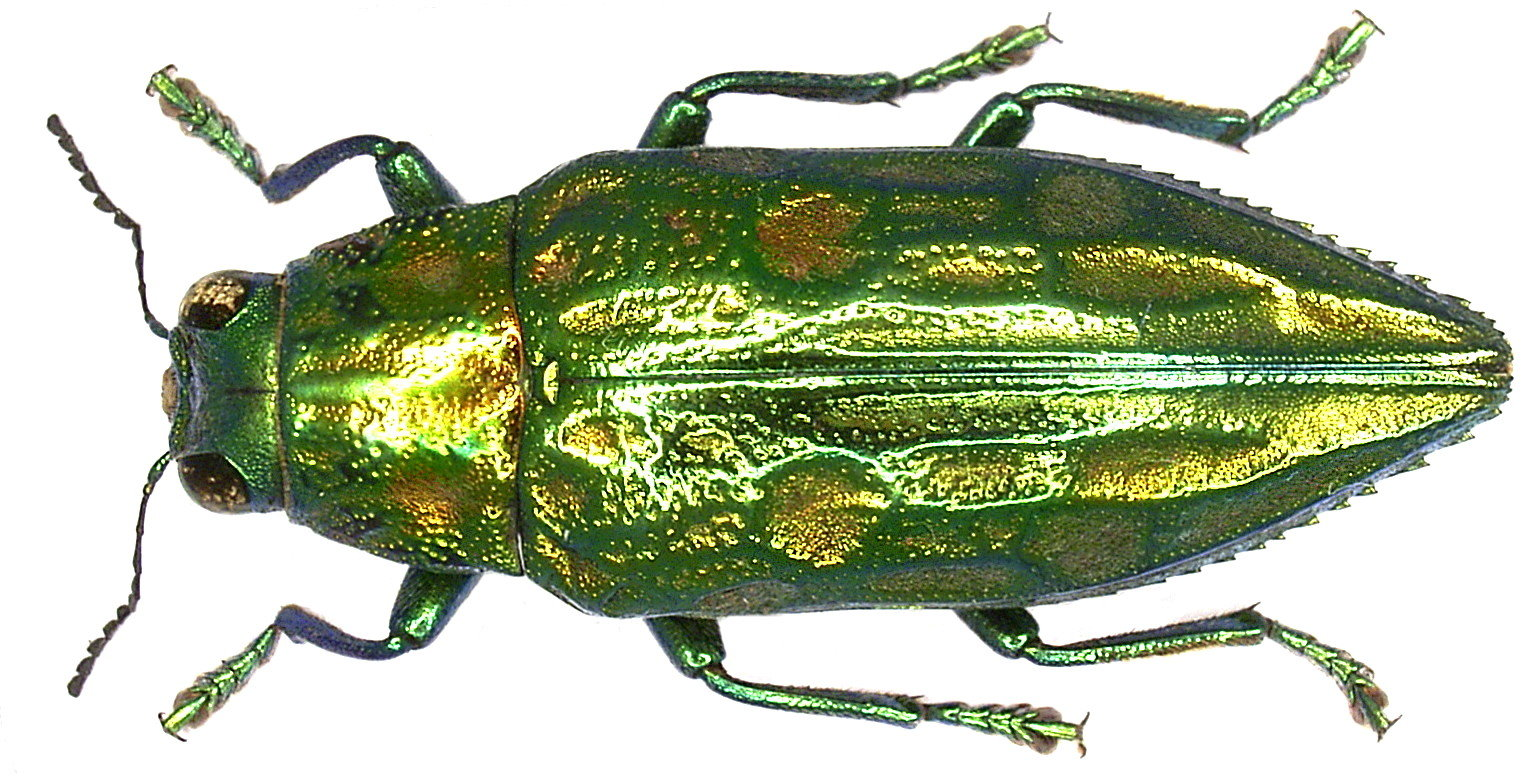
Chrysodema smaragdula, um Buprestidae encontrado em Irian Jaya, Indonésia.
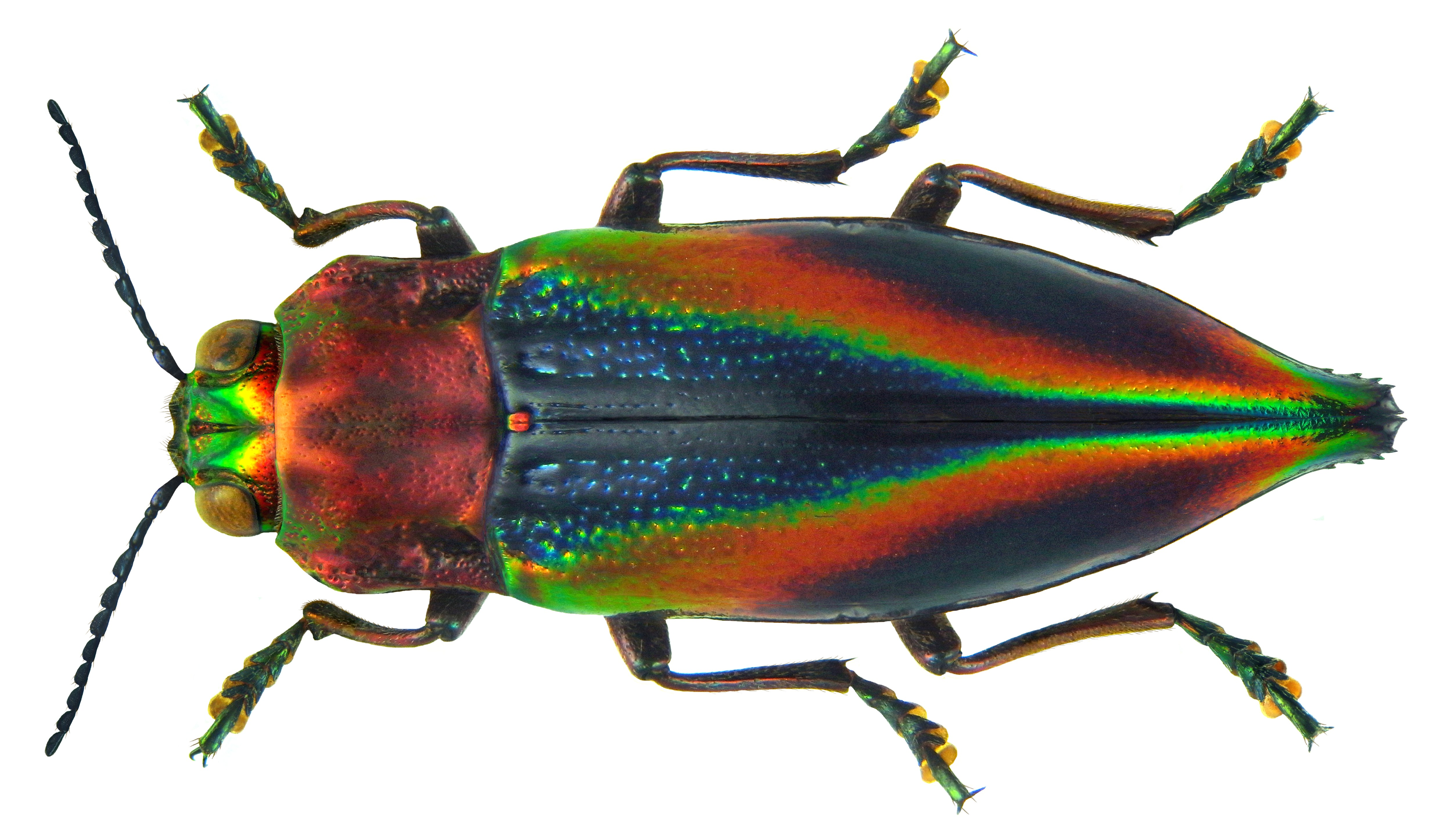
Cyphogastra javanica, um Buprestidae encontrado em Irian Jaya, Indonésia.
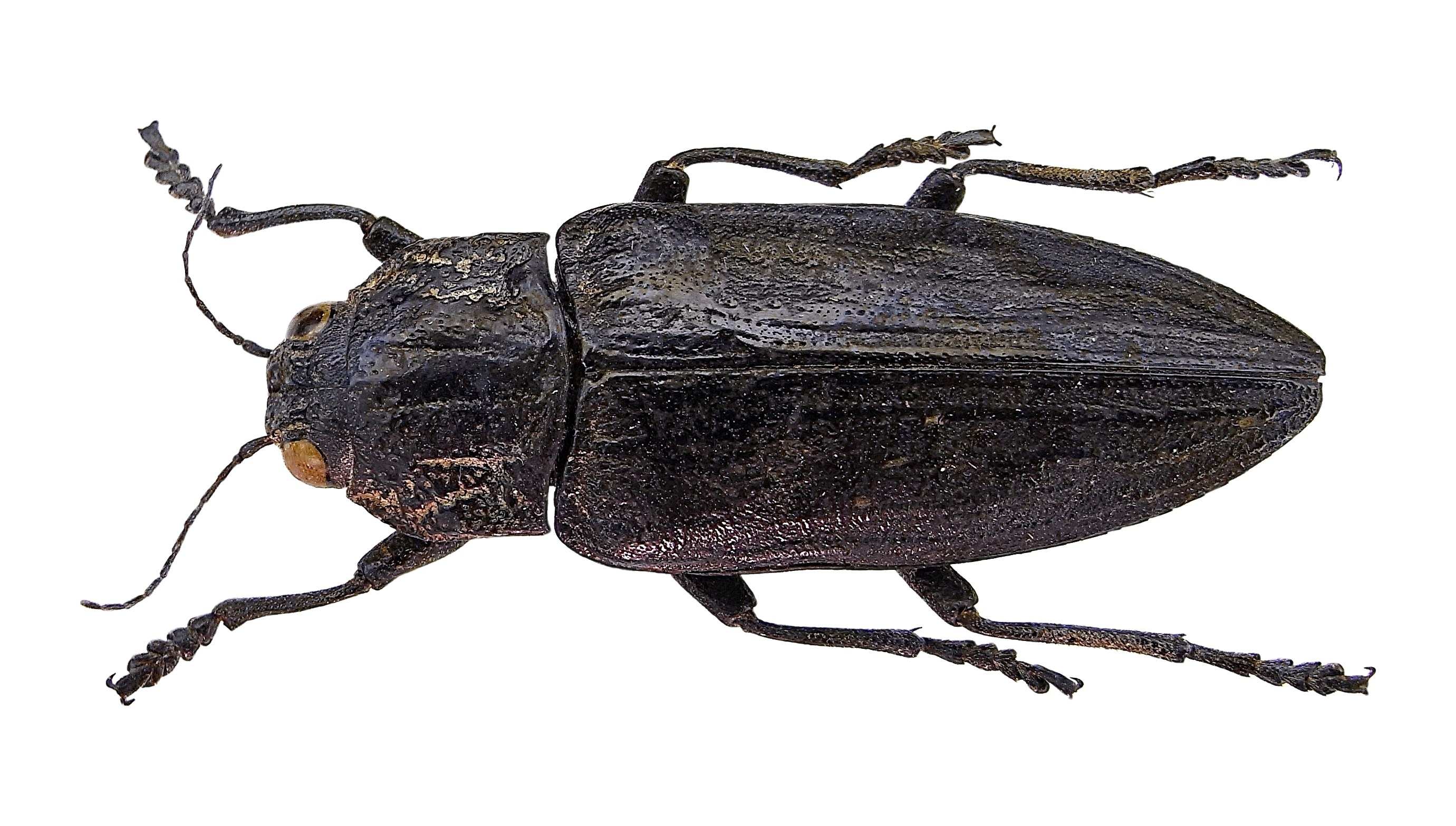
Chalcophora detrita, um Buprestidae encontrado na Grécia.

## Descrição da larva
Besouros Buprestidae possuem larvas de forma alongada e subcilíndrica, de coloração branca ou em tons de creme, sem pernas ou providas de pernas extremamente pequenas, com suas extremidades anteriores dilatadas e achatadas; de acordo com Ângelo Moreira da Costa Lima, lembram a forma de uma palmatória. Suas cabeças são relativamente diminutas, parcialmente introduzidas no protorax. Elas empupam e emergem, transformadas em adultos, através dos orifícios dos seus vegetais hospedeiros.

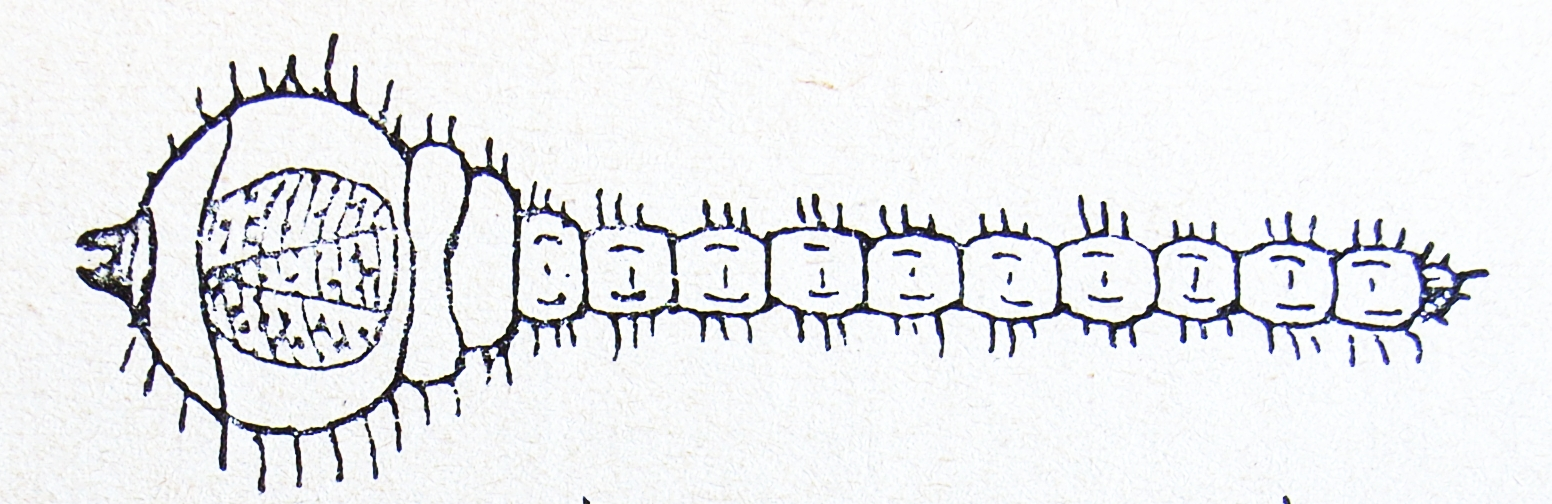
Larva de um Buprestidae (1911).
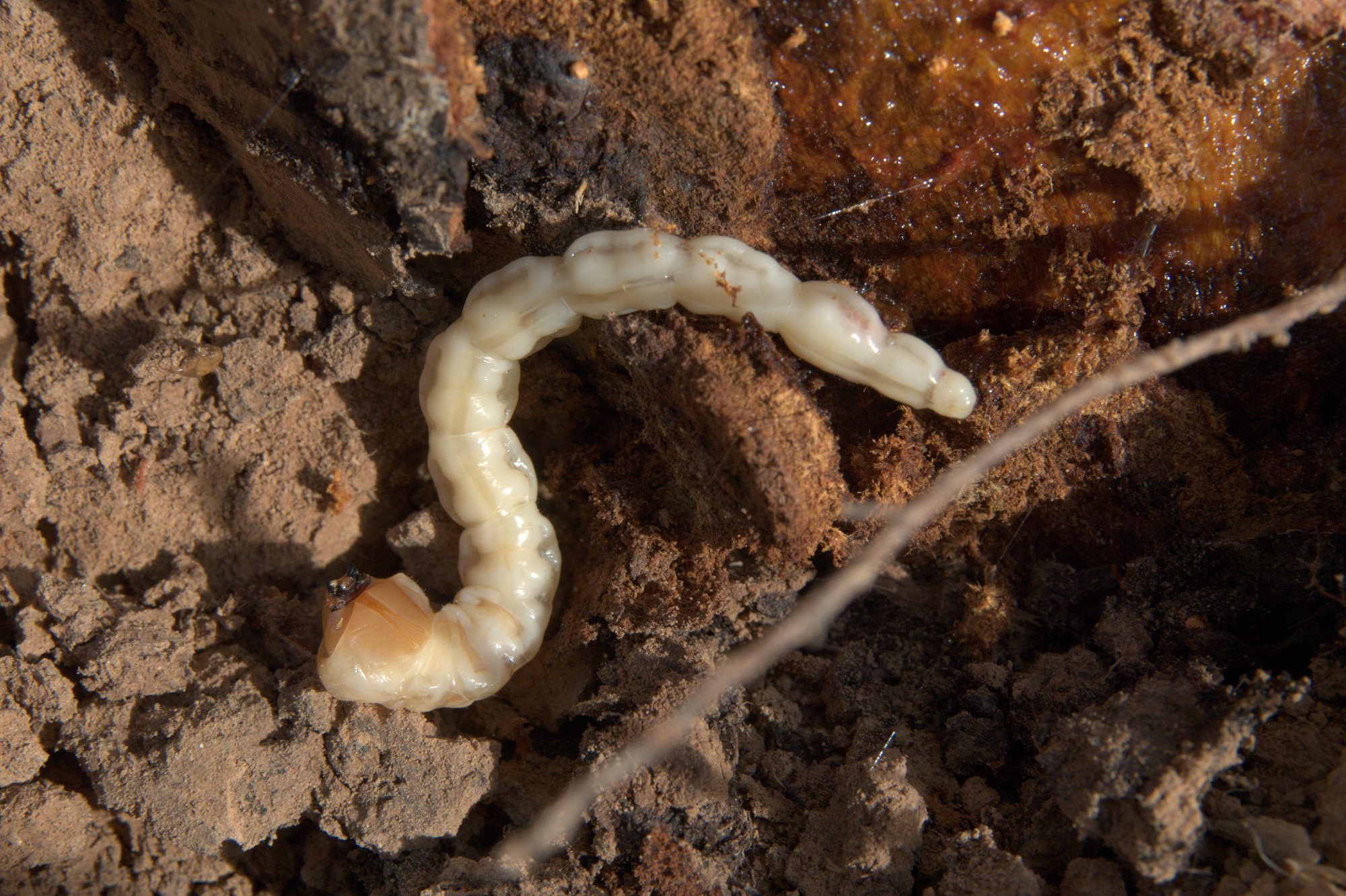
Larva de um Buprestidae da espécie Capnodis tenebrionis.
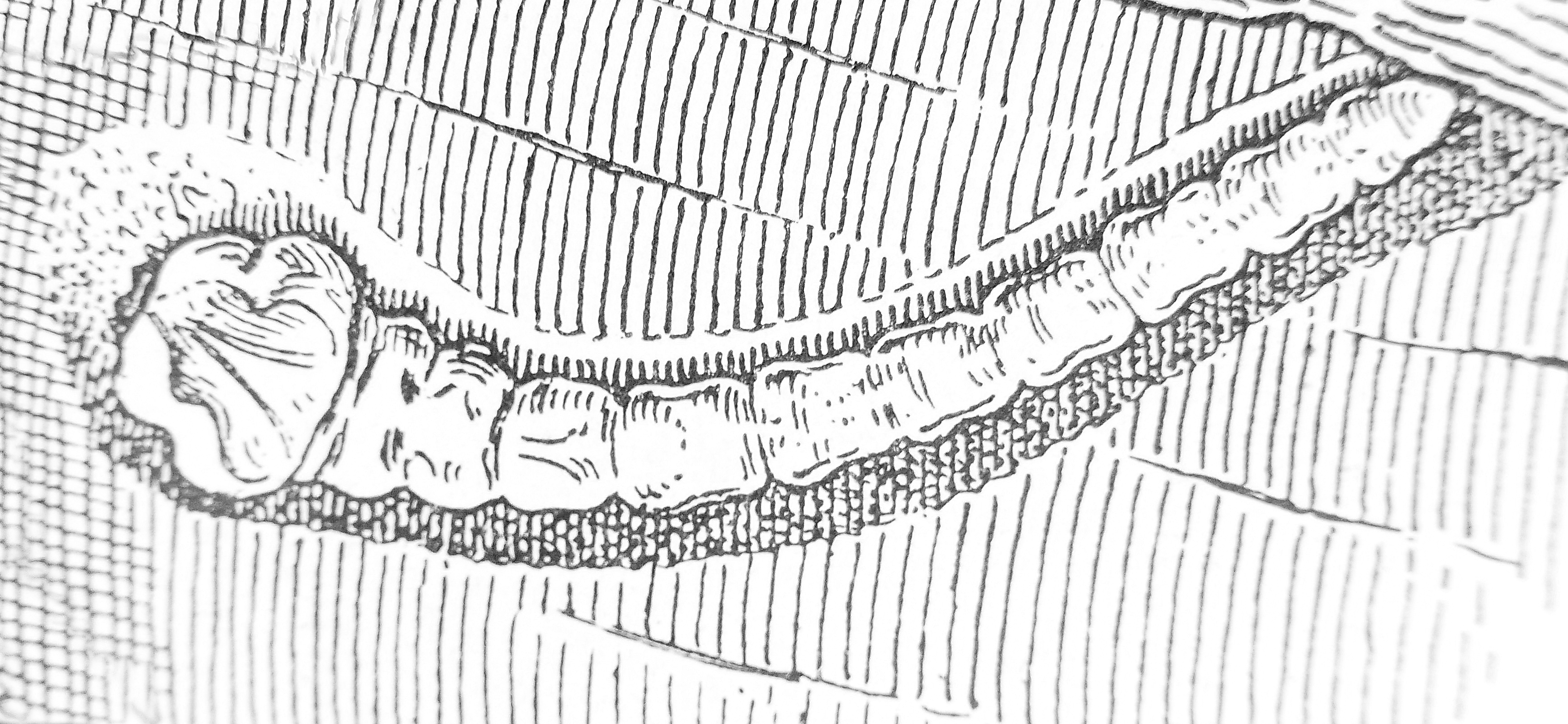
Larva de um Buprestidae da espécie Dicerca berolinensis (1909).

## Alimentação
São besouros exclusivamente fitófagos; encontrados, antes de sua pupação, em galerias nos troncos apodrecidos, vivos ou recém-cortados ou incendiados, podendo também fazer galerias em ramos ou produzir galhas; ou seja, são brocas (também chamadas coleobrocas) de troncos e raízes de árvores sãs, doentes ou mortas, e também de caules e hastes de plantas herbáceas, com algumas espécies minadoras e galhadoras. Os adultos podem ser encontrados se alimentando de pólen e néctar de flores ou de cascas, galhos e folhas. Por tais hábitos, algumas espécies desempenham certa importância econômica quando cavam suas galerias em plantas frutíferas ou em madeiras aproveitadas industrialmente.

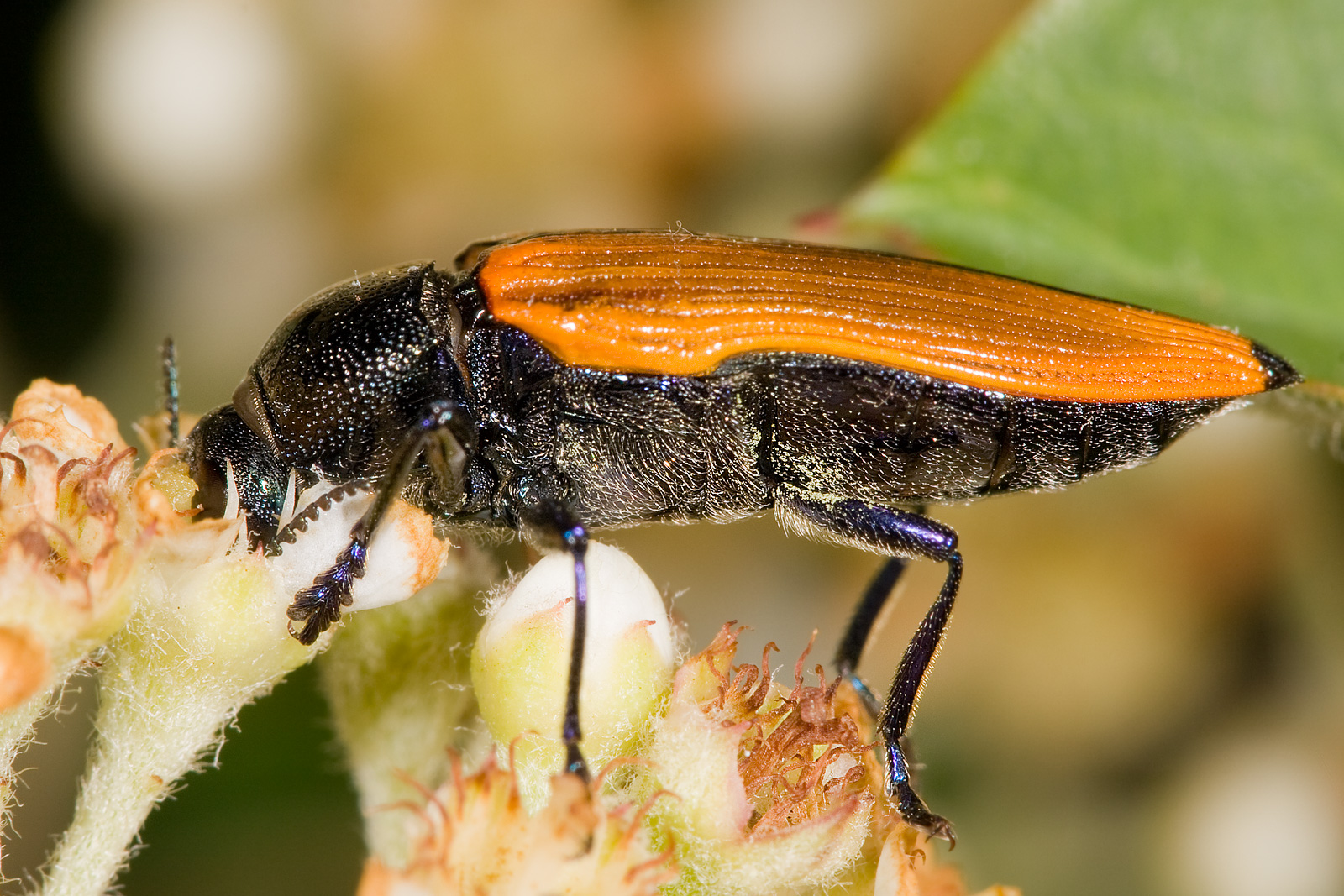
Buprestidae se alimentando de uma flor em Vitória, Austrália.

## Subfamílias e tribos
- Subfamília Julodinae Lacordaire, 1857
- Subfamília Polycestinae Lacordaire, 1857

Tribo Acmaeoderini Kerremans, 1893
Tribo Astraeini Cobos, 1980
Tribo Bulini Bellamy, 1995
Tribo Haplostethini LeConte, 1861
Tribo Paratracheini Cobos, 1980
Tribo Perucolini Cobos, 1980
Tribo Polycestini Lacordaire, 1857
Tribo Polyctesini Cobos, 1955
Tribo Prospherini Cobos, 1980
Tribo Ptosimini Kerremans, 1903
Tribo Thrincopygini LeConte, 1861
Tribo Tyndaridini Cobos, 1955
Tribo Xyroscelidini Cobos, 1955
- Subfamília Galbellinae Reitter, 1911
- Subfamília Chrysochroinae Laporte, 1835

Tribo Chrysochroini Laporte, 1835
Tribo Dicercini Gistel, 1848
Tribo Evidini Tôyama, 1987
Tribo Paraleptodemini Cobos, 1975
Tribo Paratassini Bílý and Volkovitsh, 1996
Tribo Poecilonotini Jakobson, 1913
Tribo Sphenopterini Lacordaire, 1857
Tribo Vadonaxiini Descarpentries, 1970
- Subfamília Buprestinae Leach, 1815

Tribo Actenodini Gistel, 1848
Tribo Anthaxiini Gory and Laporte, 1839
Tribo Bubastini Obenberger, 1920
Tribo Buprestini Leach, 1815
Tribo Chrysobothrini Gory and Laporte, 1836
Tribo Coomaniellini Bílý, 1974
Tribo Curidini Holyński, 1988
Tribo Epistomentini Levey, 1978
Tribo Exagistini Tôyama, 1987
Tribo Julodimorphini Kerremans, 1903
Tribo Kisanthobiini Richter, 1949
Tribo Maoraxiini Holyński, 1984
Tribo Melanophilini Bedel, 1921
Tribo Melobaseini Bílý, 2000
Tribo Mendizabaliini Cobos, 1968
Tribo Nascionini Holyński, 1988
Tribo Phrixiini Cobos, 1975
Tribo Pterobothrini Volkovitsh, 2001
Tribo Stigmoderini Lacordaire, 1857
Tribo Thomassetiini Bellamy, 1987
Tribo Trigonogeniini Cobos, 1956
Tribo Xenorhipidini Cobos, 1986
- Subfamília Agrilinae Laporte, 1835

Tribo Agrilini Laporte, 1835
Tribo Aphanisticini Jacquelin du Val, 1859
Tribo Coraebini Bedel, 1921
Tribo Tracheini Laporte, 1835
- †Subfamília Parathyreinae Alexeev, 1994[30]

## Galeria de imagens

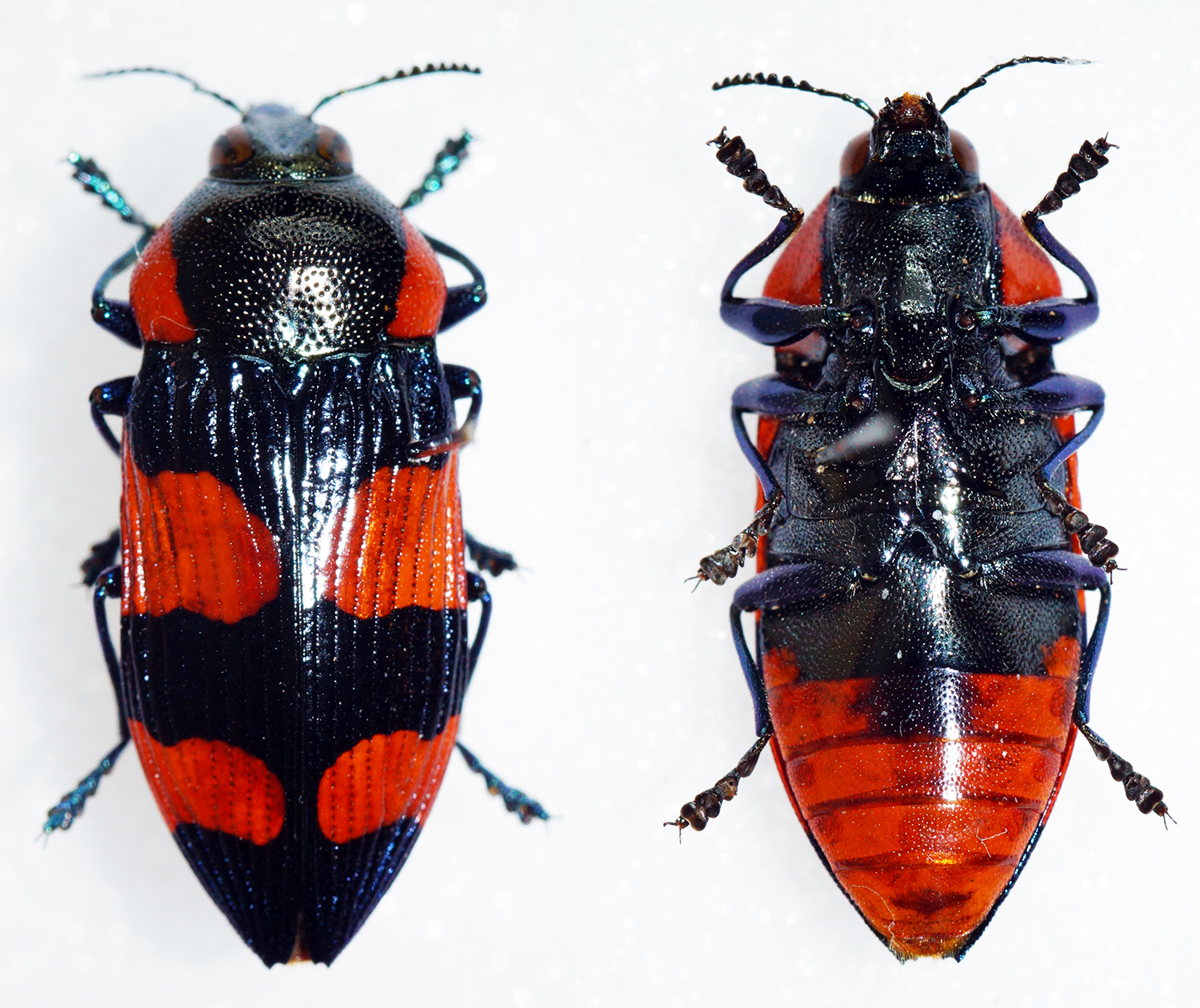
Castiarina cyanipes, vista superior (esquerda) e inferior (direita); espécime da Austrália Ocidental.
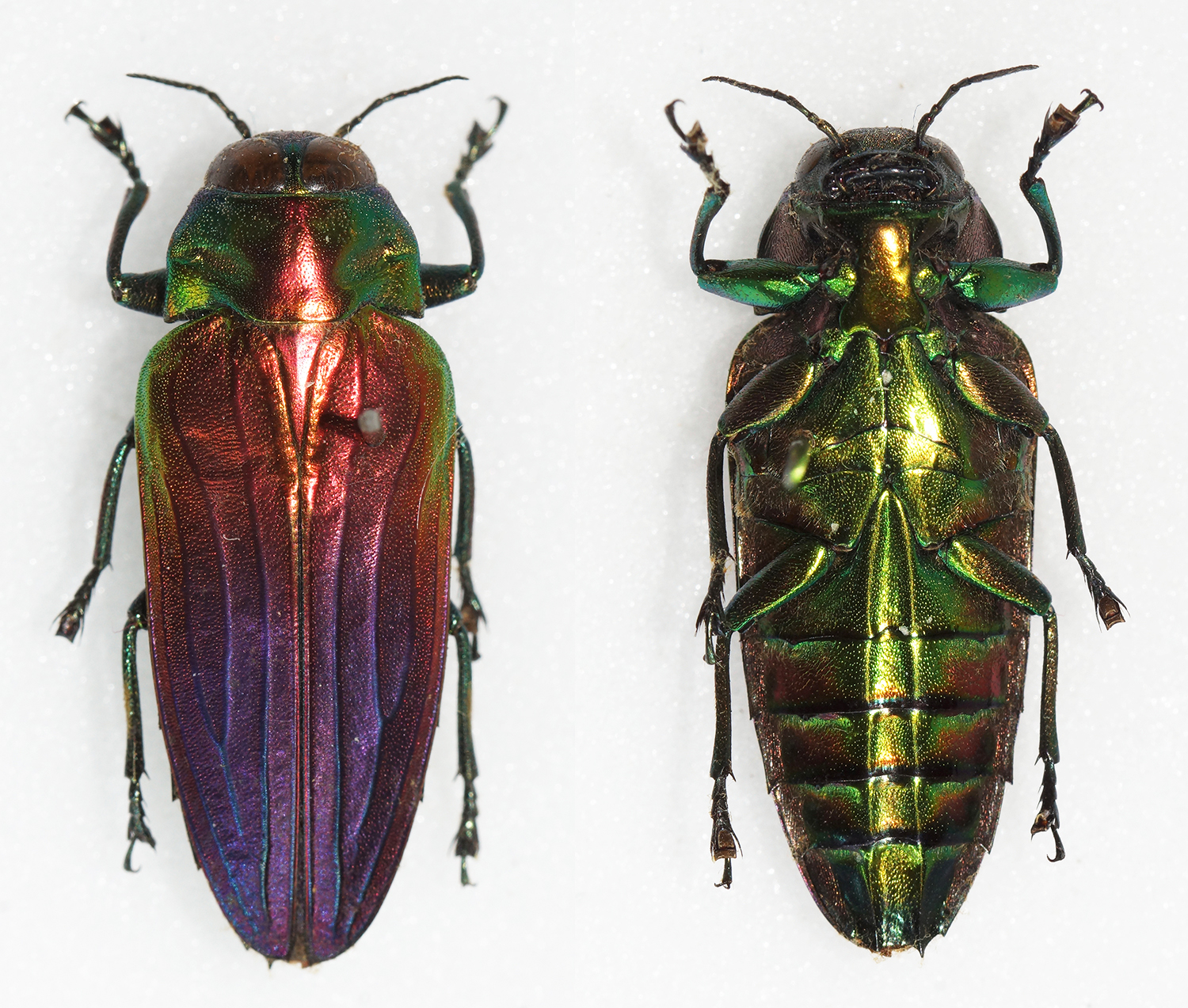
Belionota tricolor, vista superior (esquerda) e inferior (direita); espécime de Halmaera, Indonésia.
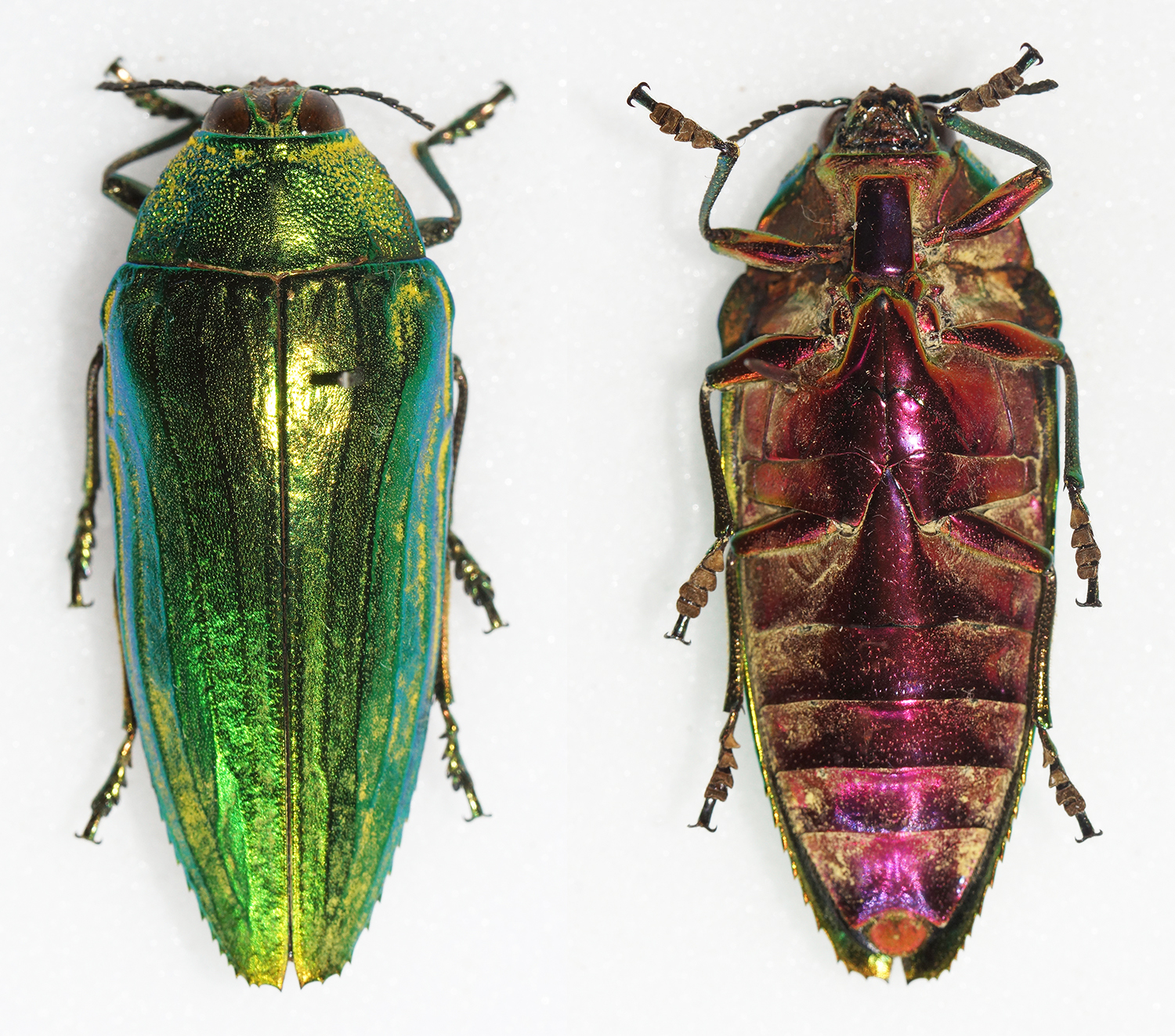
Callopistus castelnaudi, vista superior (esquerda) e inferior (direita); espécime de Perak, Malásia.
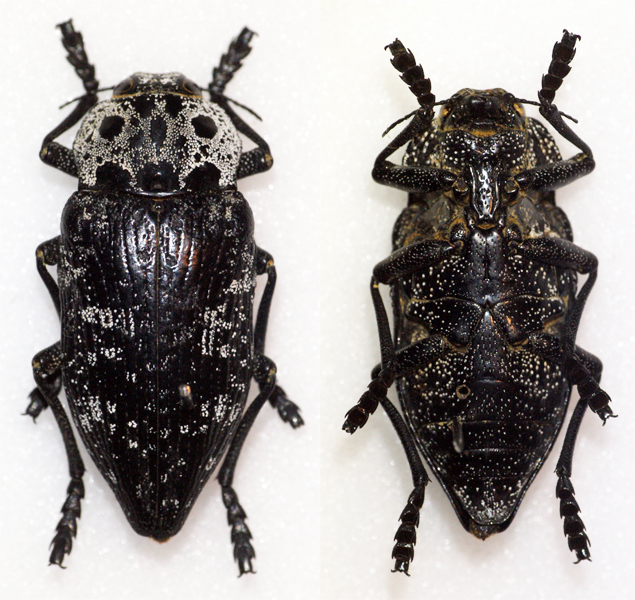
Capnodis cariosa, vista superior (esquerda) e inferior (direita); espécime da Rússia.
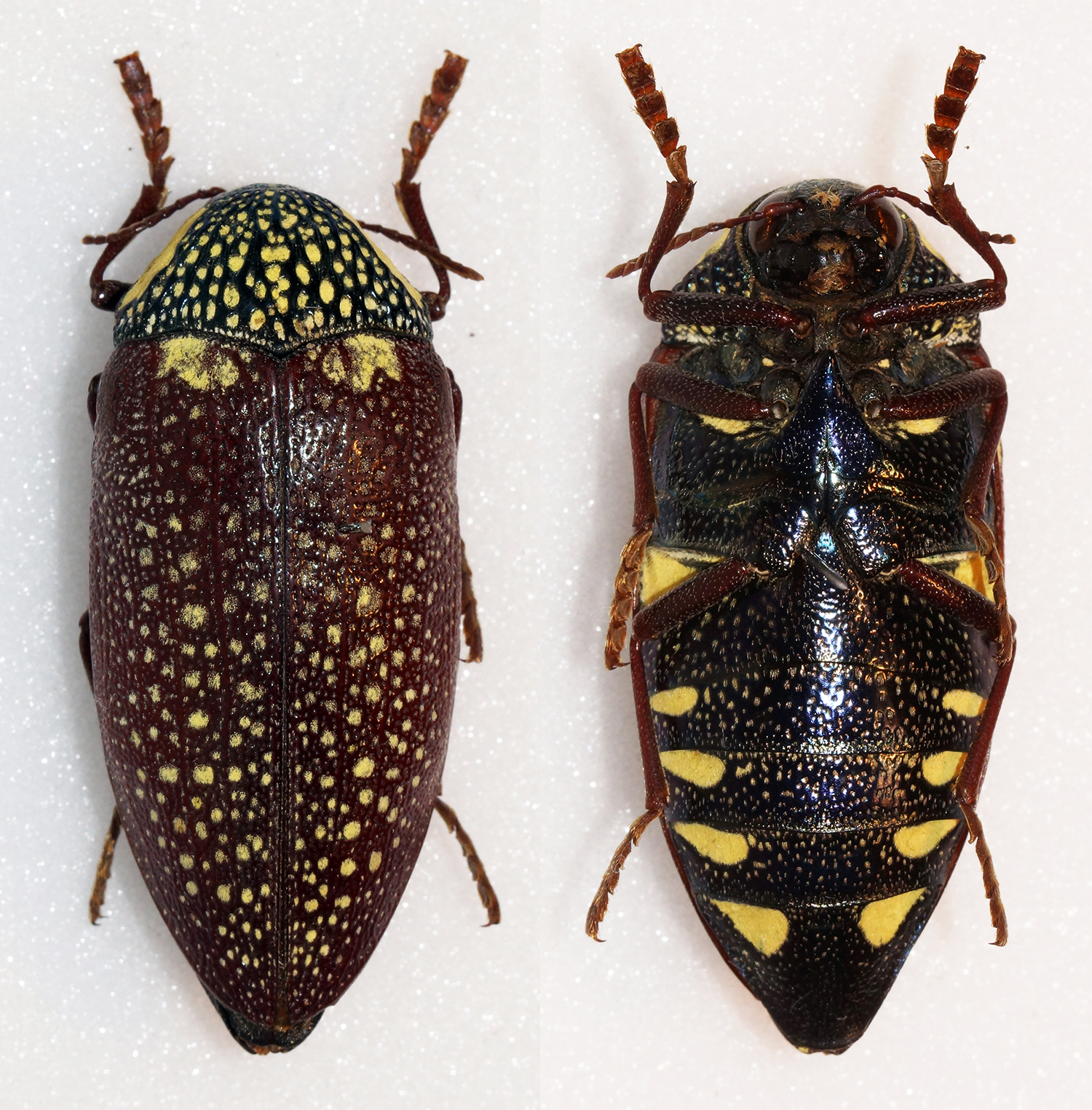
Sternocera syriaca, vista superior (esquerda) e inferior (direita); espécime da Etiópia, África.
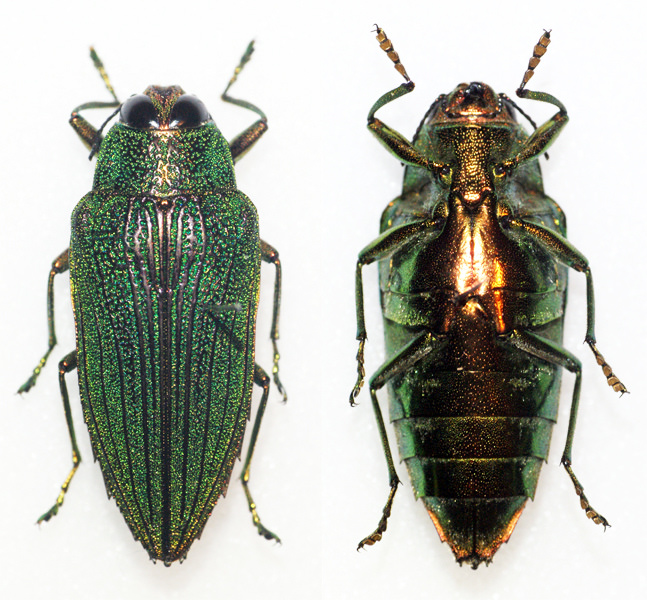
Evides triangularis, vista superior (esquerda) e inferior (direita); espécime da Zâmbia, África.
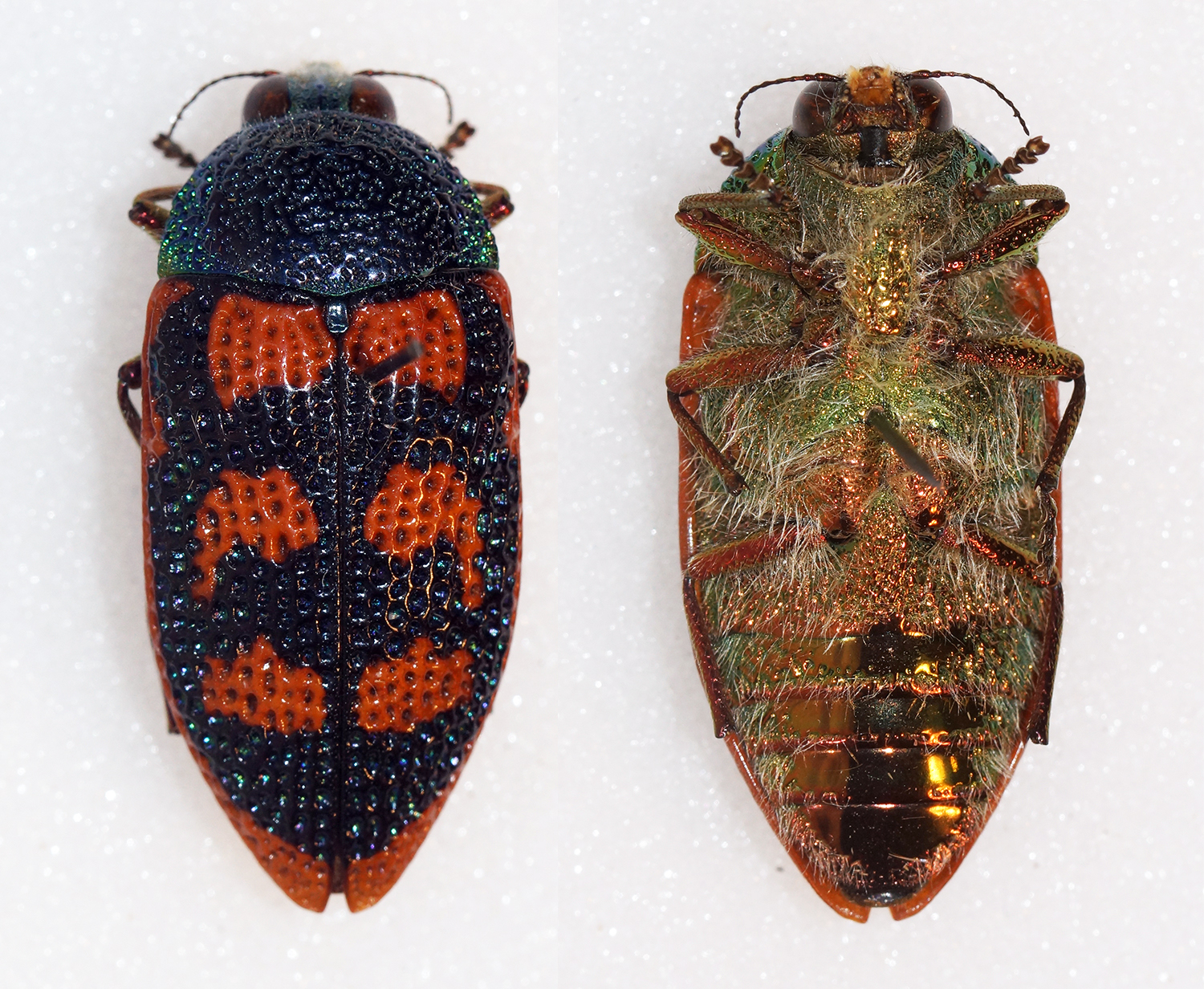
Stigmodera roei, vista superior (esquerda) e inferior (direita); espécime do Sudoeste da Austrália.
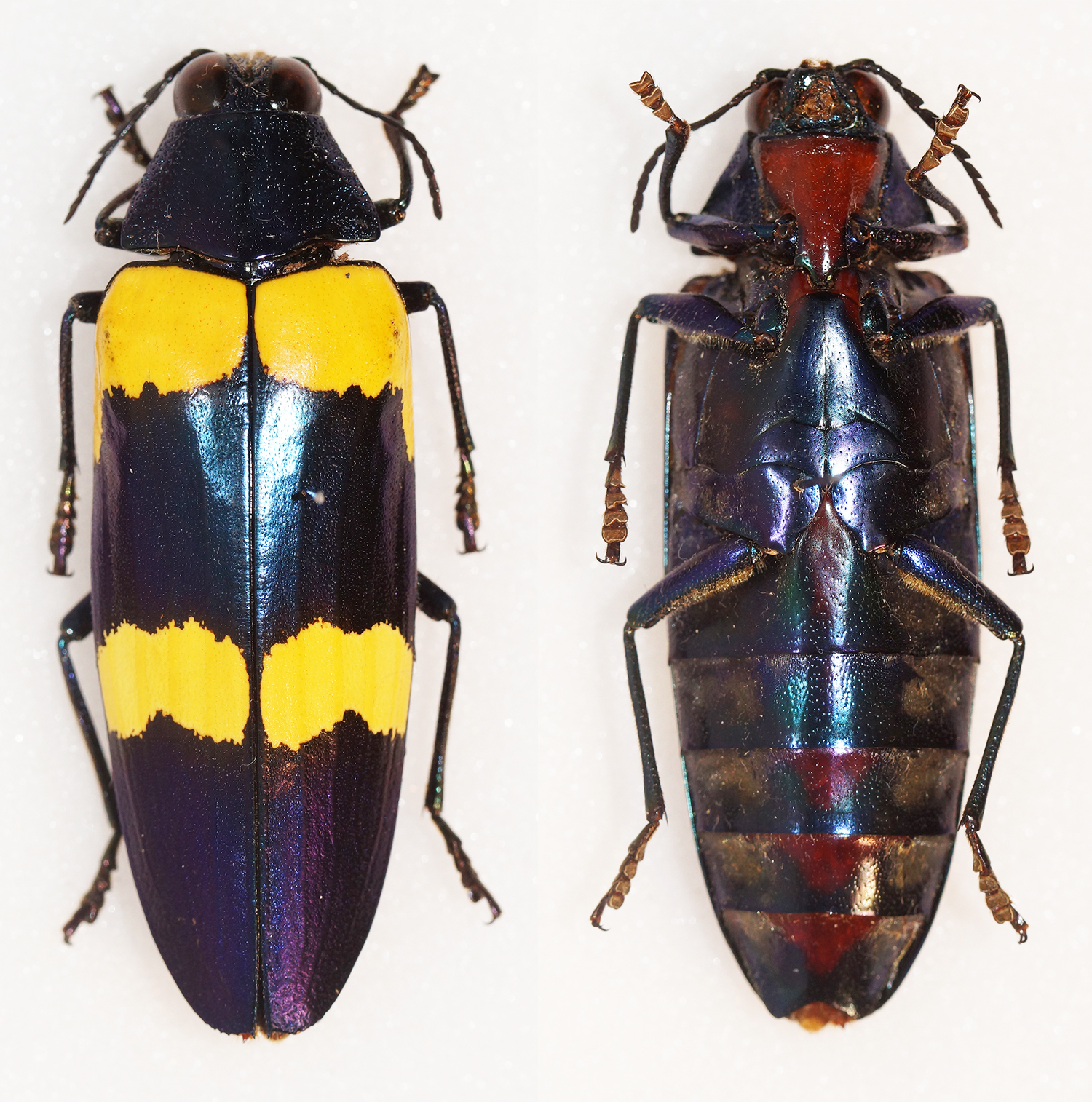
Chrysochroa mniszechi, vista superior (esquerda) e inferior (direita); espécime de Chiang Mai, Tailândia.
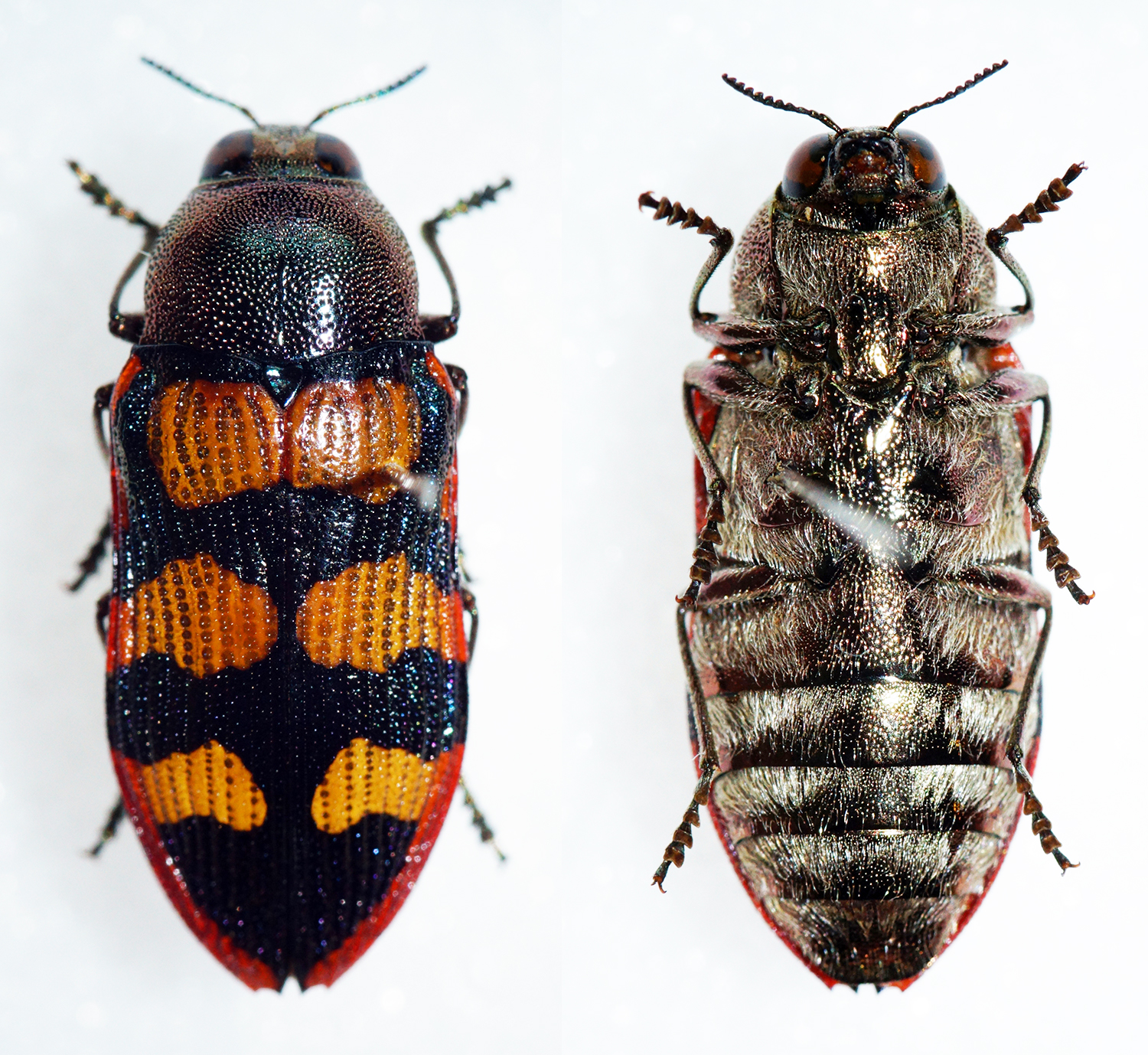
Castiarina macmillani, vista superior (esquerda) e inferior (direita); espécime da Austrália Ocidental.
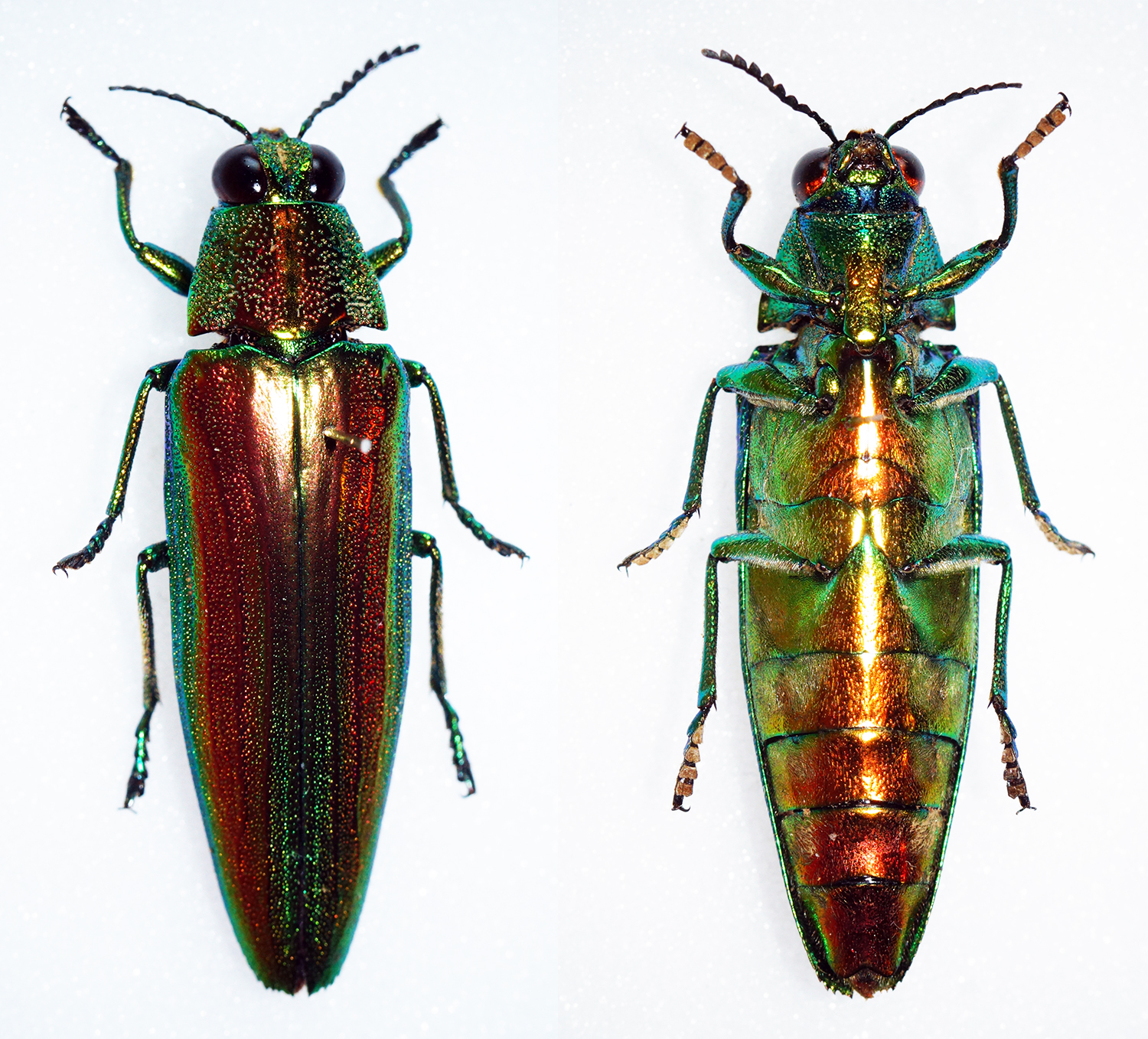
Chrysochroa baudoni, vista superior (esquerda) e inferior (direita); espécime da Tailândia.
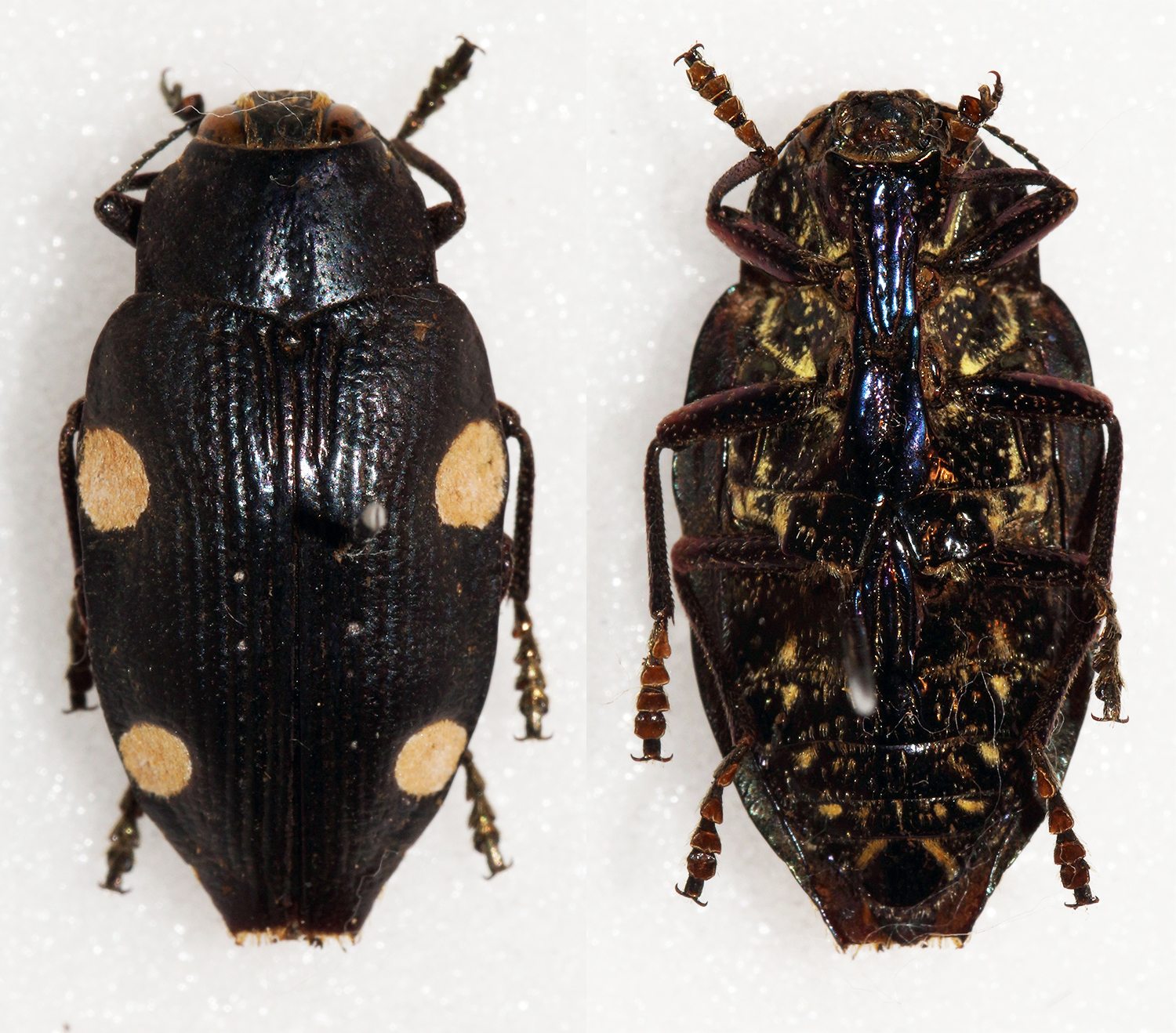
Polybothris subsilphoides, vista superior (esquerda) e inferior (direita); espécime de Madagáscar, África.
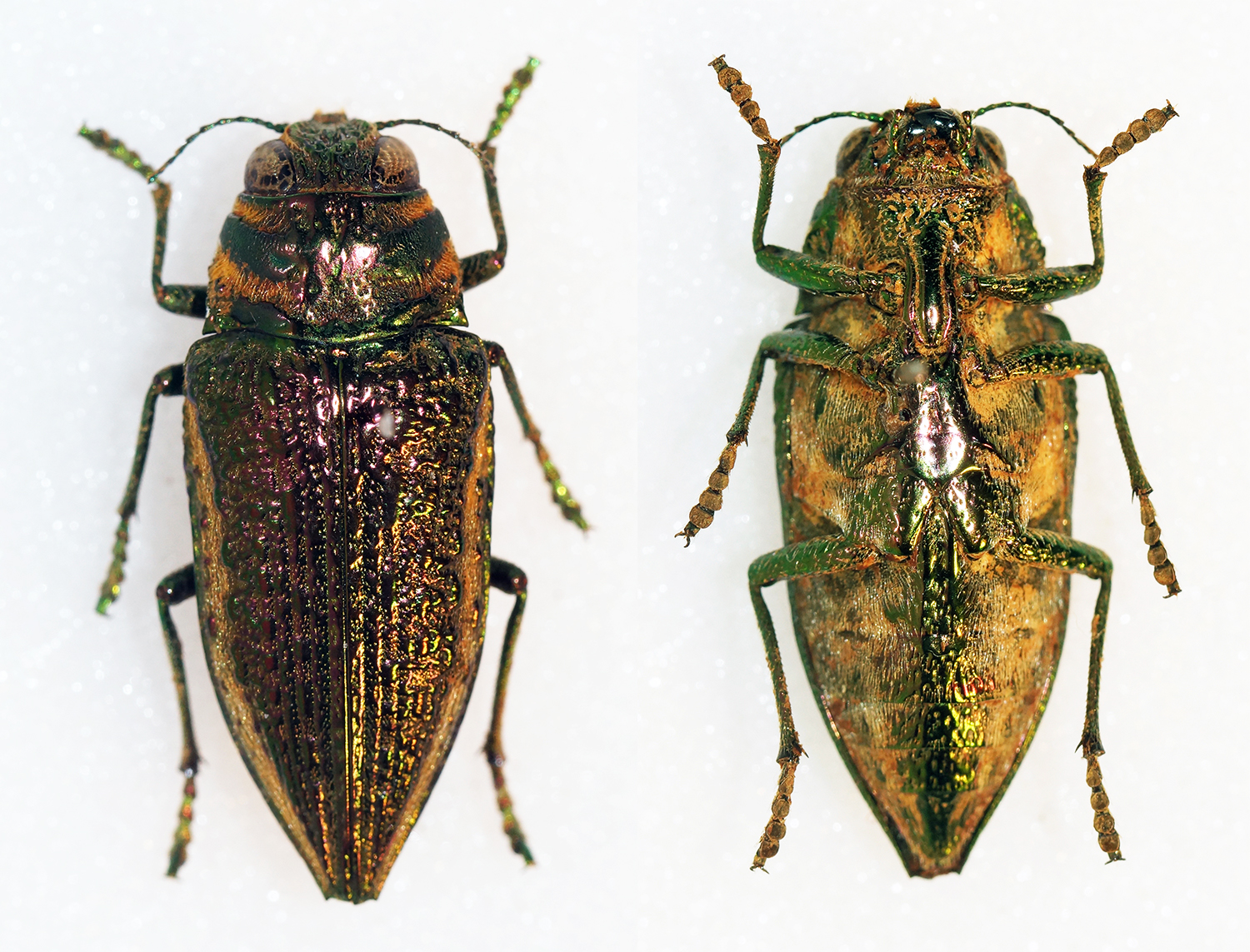
Lampetis torquata, vista superior (esquerda) e inferior (direita); espécime de Cuba, Antilhas.
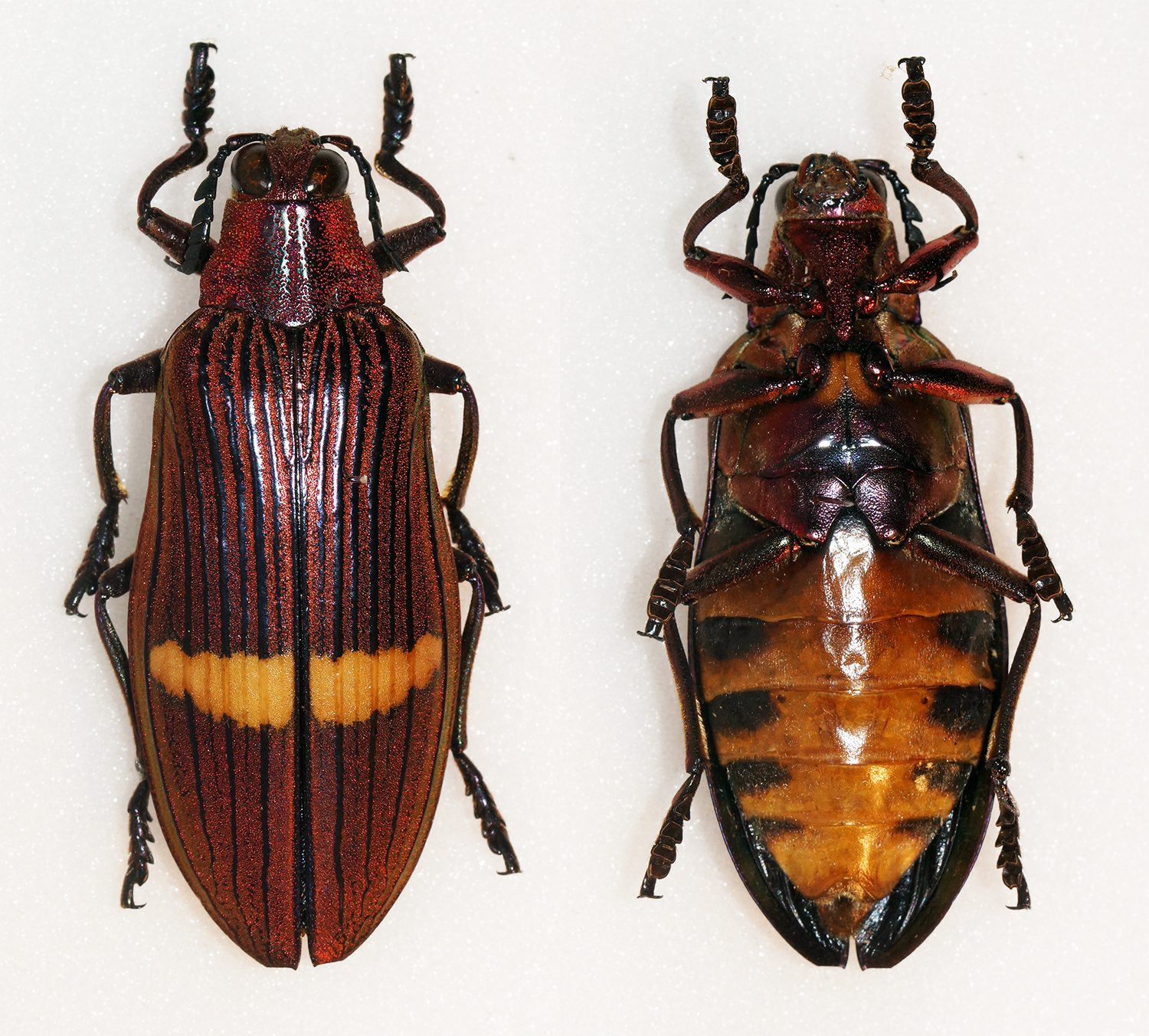
Catoxantha opulenta purpurea, vista superior (esquerda) e inferior (direita); espécime de Luzon, Filipinas.
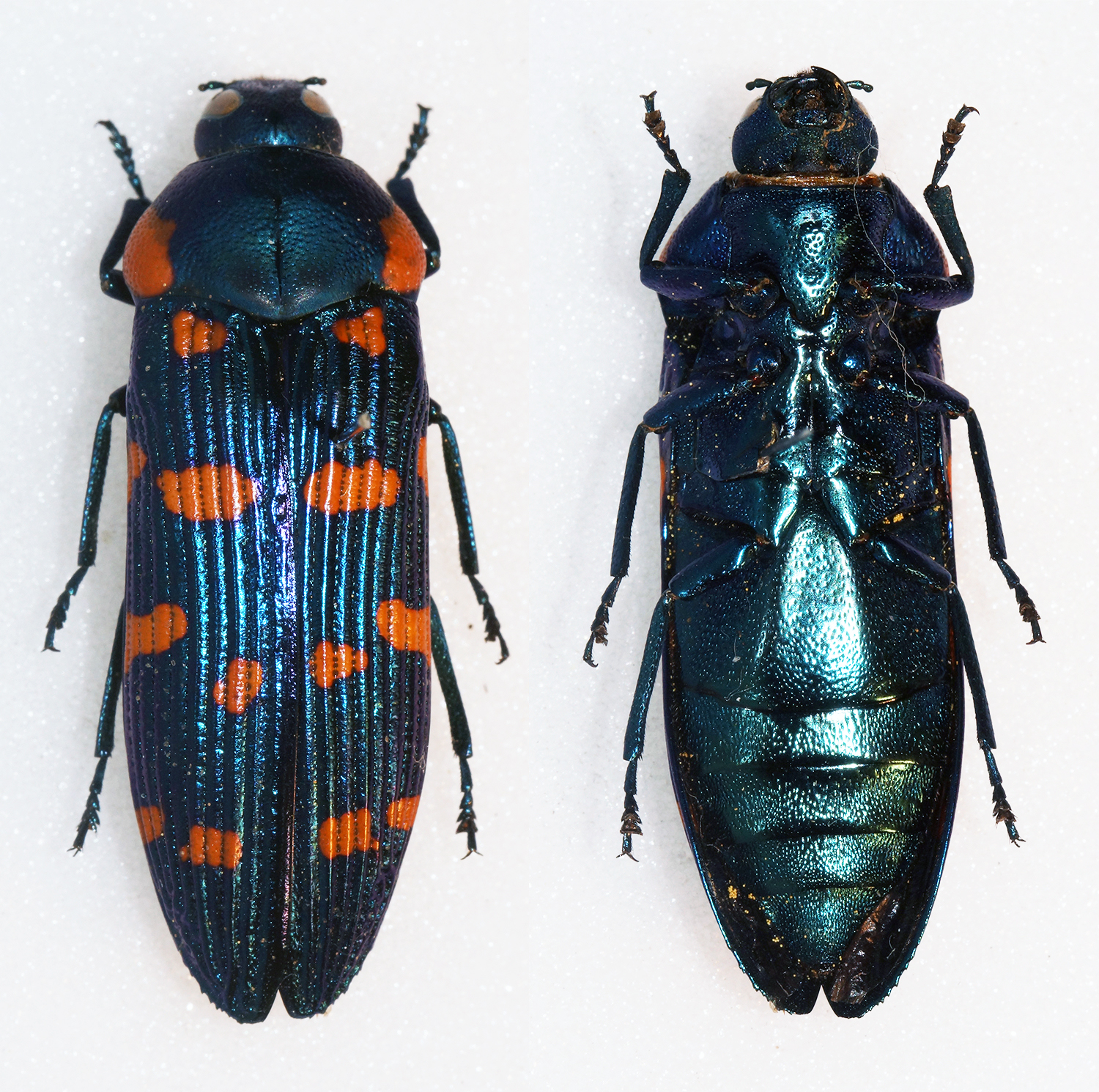
Madecacesta gaudroni, vista superior (esquerda) e inferior (direita); espécime de Madagáscar, África.